# Danmarks runeindskrifter 4
DR 4 är en vikingatida ( Jelling, efter år 934) runsten av granit i Haddeby 4, Schloss Gottorf, Stadt Schleswig i Tyskland.

## Inskriften
Translitterering av runraden:
§A ÷ osfriþr ÷ karþi ¶ kubl ÷ þausi ÷ tutiʀ ÷ uþinkaurs ÷ oft ÷ siktriuk ÷ kunuk ÷ 
§B ÷ sun ÷ sin ÷ ¶ ÷ auk ÷ knubu ÷ 
§C kurmʀ (÷) raist (÷) run(a)(ʀ) (÷)
Normalisering till rundanska:
§A Asfriþr gærþi kumbl þøsi, dottiʀ Oþinkors, æft Sigtryg kunung, 
§B sun sin ok Gnupu. 
§C Gormʀ rest runaʀ.
Översättning till nusvenska:
Åsfrid Odinkars dotter gjorde detta kummel efter kung Sigtrygg, sin och Gnupas son. Gorm ristade runorna.